# Peter Larsson (narciarz)
Peter Mathias Larsson (ur. 10 listopada 1978 w Luleå) – szwedzki biegacz narciarski, zawodnik klubu Bergnäsets AIK.

## Kariera
Po raz pierwszy na arenie międzynarodowej Peter Larsson pojawił się 21 listopada 1999 roku w zawodach FIS Race w Kirunie, gdzie zajął 58. miejsce w biegu na 10 km techniką klasyczną. W Pucharze Świata zadebiutował 27 grudnia 1999 roku w Engelbergu, zajmując 74. miejsce w sprincie klasykiem. Pierwsze punkty Szwed zdobył dokładnie dwa lata później od razu stając na podium. Miało to miejsce w niemieckim Garmisch-Partenkirchen, gdzie był trzeci w sprincie stylem dowolnym. W klasyfikacji generalnej sezonu 2001/2002 zajął ostatecznie 45. miejsce. Pierwsze pucharowe zwycięstwo odniósł w pierwszych zawodach sezonu 2002/2003, wygrywając sprint techniką dowolną w Düsseldorfie. Do końca kariery Larsson wygrywał jeszcze trzykrotnie, w latach 2003, 2004, 2005 i 2007 ponownie wygrywając inauguracyjne sprinty w Düsseldorfie. Najlepsze wyniki w Pucharze Świata osiągnął w sezonie 2005/2006, który ukończył na 12. pozycji w klasyfikacji generalnej, a w klasyfikacji sprintu był czwarty.
Pierwszą dużą impreza w jego karierze były igrzyska olimpijskie w Salt Lake City w 2002 roku, gdzie wystartował w sprincie, ale został zdyskwalifikowany. Rok później, podczas mistrzostw świata w Val di Fiemme w sprincie techniką dowolną zajął 17. pozycję. Brał także udział w igrzyskach olimpijskich w Turynie w 2006 roku, gdzie w sprincie stylem dowolnym uplasował się na 13. miejscu. Na mistrzostwach Szwecji wywalczył srebrny medal w sprincie techniką dowolną w 2006 roku oraz brązowy w sprincie klasykiem w 2004 roku.
W 2010 roku zakończył karierę.

## Osiągnięcia

### Igrzyska olimpijskie
| Miejsce | Dzień     | Rok  | Miejscowość    | Konkurencja         | Czas biegu | Strata | Zwycięzca        |
| ------- | --------- | ---- | -------------- | ------------------- | ---------- | ------ | ---------------- |
| DSQ     | 19 lutego | 2002 | Salt Lake City | Sprint st. dowolnym | 2:56,9     | -      | Tor Arne Hetland |
| 13.     | 22 lutego | 2006 | Turyn          | Sprint st. dowolnym | 2:26,5     | -      | Björn Lind       |

### Mistrzostwa świata
| Miejsce | Dzień     | Rok  | Miejscowość   | Konkurencja            | Czas biegu | Strata | Zwycięzca           |
| ------- | --------- | ---- | ------------- | ---------------------- | ---------- | ------ | ------------------- |
| 17.     | 26 lutego | 2003 | Val di Fiemme | Sprint stylem dowolnym | 3:12,1     | -      | Thobias Fredriksson |

### Puchar Świata

#### Miejsca w klasyfikacji generalnej
- sezon 2001/2002: 45.
- sezon 2002/2003: 21.
- sezon 2003/2004: 21.
- sezon 2004/2005: 37.
- sezon 2005/2006: 12.
- sezon 2006/2007: 90.
- sezon 2007/2008: 116.
- sezon 2008/2009: 152.

#### Miejsca na podium w zawodach chronologicznie
| Nr | Dzień           | Rok  | Miejscowość            | Konkurencja            | Czas biegu | Pozycja | Strata | Zwycięzca           |
| -- | --------------- | ---- | ---------------------- | ---------------------- | ---------- | ------- | ------ | ------------------- |
| 1. | 27 grudnia      | 2001 | Garmisch-Partenkirchen | Sprint stylem dowolnym | ?          | 3.      | -      | Cristian Zorzi      |
| 2. | 26 października | 2002 | Düsseldorf             | Sprint stylem dowolnym | ?          | 1.      | -      | -                   |
| 3. | 20 marca        | 2003 | Borlänge               | Sprint stylem dowolnym | ?          | 2.      | -      | Thobias Fredriksson |
| 4. | 25 października | 2003 | Düsseldorf             | Sprint stylem dowolnym | ?          | 1.      | -      | -                   |
| 5. | 18 stycznia     | 2004 | Nové Město             | Sprint stylem dowolnym | ?          | 2.      | -      | Thobias Fredriksson |
| 6. | 23 października | 2004 | Düsseldorf             | Sprint stylem dowolnym | ?          | 1.      | -      | -                   |
| 7. | 22 października | 2005 | Düsseldorf             | Sprint stylem dowolnym | ?          | 1.      | -      | -                   |
| 8. | 30 grudnia      | 2005 | Nové Město             | Sprint stylem dowolnym | ?          | 2.      | -      | Björn Lind          |
| 9. | 7 marca         | 2006 | Borlänge               | Sprint stylem dowolnym | ?          | 2.      | -      | Thobias Fredriksson |